# Medence (település)
Medence, ukrán nyelven Мідяниця, falu Ukrajnában, Kárpátalján, a Beregszászi járásban.

## Fekvése
Ilosvától nyugatra Beregkisfalud északkeleti szomszédjában fekvő település.

## Nevének eredete
A Medence helységnév magyar eredetű. A medence szó jelentése: a föld felszínének viszonylag mélyen fekvő vagy hegységektől körülvett része. A falu földrajzi környezetéről kapta a nevét.

## Története
Medence nevét 1378-ban említette először oklevél Medencze néven.
Későbbi névváltozatai: 1463-ban Medenche, 1530-ban Medencze, 1564-ben Kraÿna Medencze, 1570-ben Medenczie, 1773-ban
Medencze, Medinitz, 1808-ban Medencze, Medincze, Medjanicza, 1851-ben Medencze, Migyanicza, 1913-ban Medence (Hnt.), 1925-ben
Midjanice, 1930-ban Medenice, 1944-ben Medence, Мъдяницa (Hnt.), 1983-ban Мідяниця, Мeдяницa (ZO).
A trianoni békeszerződés előtt Bereg vármegye Felvidéki járásához tartozott.
1910-ben 731 lakosából 418 magyar, 313 ruszin volt. Ebből 27 római katolikus, 683 görögkatolikus, 16 izraelita volt.